# انقراض بيئي
الانقراض البيئي هو نقصان نوع ما إلى حد منخفض للغاية، وعلى الرغم من أنه ما يزال موجودًا في النظام، لا يتفاعل بشكل كبير مع الأنواع الأخرى. تبرز أهمية الانقراض البيئي لأنه بيئة التفاعل للأنواع، ويعتبَر أمراً هاماً لعمليات حفظ الأنواع. ما لم يتفاعل النوع بشكل مهم مع الأنواع الأخرى في نظامه (على سبيل المثال، هو حيوان مفترس أو منافس أو متعايش أو متبادل أو فريسة)، قد يؤدي فقدانه إلى تعديل بسيط أو معدوم في بنية الأنواع الأخرى من ناحية التعداد والوفرة.
ينبع هذا الرأي من النموذج المحايد للمجتمعات الذي يفترض أنه لا يوجد تفاعل يذكر بين الأنواع ما لم يثبت خلاف ذلك.
عرف إستس، ودوجنز، وراثبورن عام 1989 نوعين متميزين آخرين من الانقراض:
- الانقراض العالمي: ويُعرَف بأنه الاختفاء الكامل للأنواع.
- الانقراض المحلي: يعرف بأنه اختفاء نوع من قسم من نطاقه الطبيعي.

## أمثلة
يعَدّ جراد البحر الشائك في كاليفورنيا (بانيليورس إنتربتوس) مثالًا آخر على المفترس الأساسي الذي له دور أساسي في الحفاظ على تنوع الأنواع في بيئته. أثبت روبلز (1987) بشكل تجريبي أن استبعاد جراد البحر الشوكي من موائِل البحار الرملية أدى إلى هيمنة تنافسية من بلح البحر (مايتلوس إيدلوس وم. كاليفورنيانيس) وتُظهر هذه النتائج مثالًا آخر على كيفية تأثير الانقراض البيئي لمفترس رئيسي في التقليل من تنوع الأنواع في النظام البيئي. لسوء الحظ، بدأ الانقراض البيئي منذ فترة طويلة، بسبب الصيد الجائر. شاعت العديد من حالات الانقراض المحلي لجراد البحر الشائك في كاليفورنيا الآن.
اتخذ جاكسون وآخرون عام 2001 وجهة نظر تاريخية مهمة بشأن دور الانقراض البيئي الناجم عن الصيد الجائر للمحار في خليج تشيسابيك. لم يؤثر صيد المحار التجاري على النظام البيئي للخليج حتى استُخدمت شبكات ميكانيكية لجمع المحار في سبعينيات القرن التاسع عشر. يعاني الخليج اليوم من التخثث بسبب براعم الطحالب والمياه قليلة الأكسجين الناتجة عنها. منعت براعم الطحالب تلك بشكل تنافسي أي نوع آخر من الكائنات الحية من البقاء على قيد الحياة، بما في ذلك التنوع الغني في الحياة الحيوانية التي ازدهرت سابقاً مثل الدلافين وخراف البحر وقضاعة الأنهار والتماسيح وأسماك القرش والسلاحف البحرية والشفنينيات.
يسلط هذا المثال الضوء على الخسارة في التنوع -من أعلى إلى أسفل- التي تؤثر بها عمليات الصيد التجاري على النظم البيئية البحرية من خلال إزالة الأنواع الرئيسة للبيئة.

## الأنواع الغازية
قيّم نوفارو وآخرون في عام 2000 الانقراض البيئي المحتمل للغوناق (لاما غانيكو) وبدرجة أقل للريا ريشي (بتيراكنيميا بيناتا)، باعتبارها فريسة للحيوانات آكلة اللحوم الأصلية والحيوانات المفترسة في باتاغونيا الأرجنتينية. استُبدلت هذه الأنواع المحلية بأنواع مستقدمة مثل الأرانب الأوروبية والغزلان الحمراء والماشية المنزلية؛ تسبّبَ الضرر التراكمي الناجم عن زيادة الحيوانات العاشبة -بسبب الأنواع المُدخَلة- بتسريع تدمير البراري الأرجنتينية الآخذة بالتضاؤل سلفاً، وموائل السهول.
كانت هذه أول دراسة تأخذ في الاعتبار عددًا كبيرًا من الحيوانات المفترسة المتنوعة، بدءًا من الظربان إلى أسد الجبال puma بالإضافة إلى إجراء مسح لها في المناطق غير المحمية التي تمثل غالبية جنوب أمريكا الجنوبية. وجد نوفارو وزملاؤه أن كامل مجموعة الحيوانات آكلة اللحوم تعتمد في المقام الأول على الأنواع المُدخلة أساساً لفرائسها. واقترحوا أيضًا أن فئة صغيرة من الريا والغانوق فقدت بالفعل كفاءتها البيئية الفعالة بكونها نوعاً من الفرائس، وبالتالي انقرضت من الناحية البيئية. يُحتمل أن تكون الأنماط الحياتية للأنواع التي أُدخِلَت بصفتها حيوانات عاشبة تشابه بشكل كبير تلك الأنواع الأصلية، وبالتالي كانت المنافسة هي السبب الرئيس للانقراض البيئي.
صُنِف الغانوق والريا ضمن الحيوانات منخفضة الخطر من ناحية الانقراض العالمي، لكن هذه النظرة المبسطة لديمغرافيتها لا تأخذ في عين الاعتبار أنها قد انقرضت وظيفيًا بالفعل في باتاغونيا الأرجنتينية. يشير نوفارو وزملاؤه إلى أن هذه الخسارة يمكن أن يكون لها تأثيرات قوية على التفاعل بين الحيوانات والنباتات وديناميات المغذيات وأنظمة الاضطراب. وهذا مثال رئيس على كيفية فشل سياسة الحفظ الحالية في حماية الأنواع المقصودة؛ بسبب عدم وجود تعريف سليم وظيفيا للانقراض.
تلعب آليات نشر البذور دورًا أساسيًا في تجديد بنية النظام واستمرارها. وقد أظهرت دراسة حديثة أجراها كريستيان عام 2001 حدوث تحول في بنية نظام النباتات في أراضي الأشجار القمئية في جنوب إفريقيا عقب غزو النمل الأرجنتيني (لينابيثيما هيومايل). ينشر النمل ما يقارب 30٪ من الحياة النباتية في أراضي الأشجار القمئية، وهو أمر حيوي لبقاء نباتات الفنبوس، لأنها تدفن البذور الكبيرة بعيدًا عن أخطار الافتراس وتلف الحرائق. وهو ضروري أيضًا لدفن البذور، لأن إنبات جميع أنواع البذور تقريباً يحدث في أول موسم بعد نشوب حريق ما. لا ينشر النمل الأرجنتيني الغازي الحديث سوى البذور الصغيرة. اختبر كريستيان ما إذا كان غزو النمل الأرجنتيني قد نُفذ بشكل مختلف من قبل الحيوانات التي تحمل البذور الصغيرة والكبيرة. ووجد أن إجلاب النباتات ذات البذور الكبيرة بعد الحريق انخفض بشكل غير متناسب مع البذور الكبيرة في المواقع التي غزاها النمل الأرجنتيني بالفعل. ستؤدي عمليات الإجلاب المنخفضة الكثافة للبذور الكبيرة في نهاية المطاف إلى هيمنة الحيوانات التي تحمل البذور الصغيرة في المواطن المَغْزُوَّة. تسلط عواقب هذا التغيير -في هيكل النظام- الضوء على الجهد المبذول من أجل انتشار النباتات ذات البذور الكبيرة المحتمَل أن لها أصداء في جميع أنحاء العالم؛ لأن النمل أكبر موزع للبذور البيئية في جميع أنحاء العالم.